# Marc Fabi Ambust (censor)
Marc Fabi Ambust (en llatí: Marcus Fabius K. F. M. N. Ambustus), va ser un magistrat romà. Era fill de Ceso Fabi Ambust.
Va ser tribú amb potestat consolar l'any 381 aC i el 369 aC. Va ser censor el 363 aC. Va tenir dues filles, una (Fàbia Major) que va casar amb el tribú consolar Servi Sulpici Pretextat i una altra (Fàbia Menor) amb Gai Licini Estoló, tribú del poble que va introduir les anomenades Lleis licínies, que tenien el suport de la seva dona i el seu sogre.